# Planos en relieve

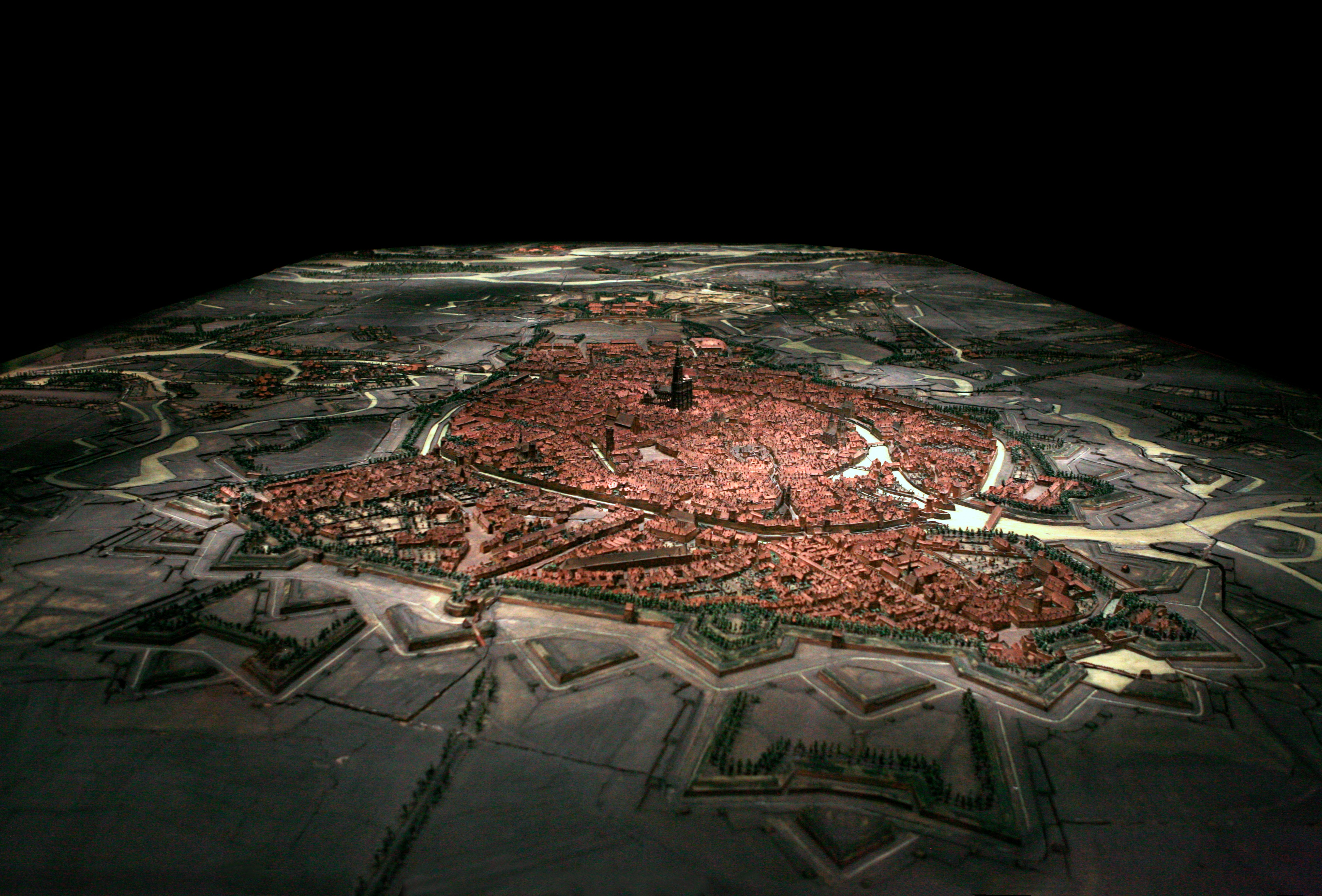
Plano-relieve de Estrasburgo, una de las maquetas a escala 1:600 solicitadas por Luis XIV. En exhibición en el museo histórico de Estrasburgo

Un plano en relieve es un modelo a escala o maqueta de una región y/o edificios producido para uso militar. Se usaba para visualizar proyectos de fortificaciones o campañas rodeados por localizaciones fortificadas.

## Historia
Los primeros planos en relieve parecen haber sido utilizados por la República de Venecia y, en general, por las ciudades-estado italianas de la época del Renacimiento. El carpintero Jakob Sandtner (fl. 1561-1579) elaboró planos-relieve de muchas ciudades bávaras, mientras que en Francia, el ministro de Guerra de Luis XIV, Louvois, inició una colección de planos-relieve de fortalezas francesas a escala 1:600 en 1688. Esta colección incluía 144 ejemplares según el inventario de Vauban de 1697 y se exhibió en el Palacio de las Tullerías. Los sucesores de Vauban ampliaron la colección cuando la necesidad operativa lo exigió, hasta 1870, cuando quedaron obsoletos debido a los avances en el poder de la artillería. Algunos ejemplares de esta colección fueron destruidos y, en su conjunto, cayó en mal estado hasta que se convirtió en monumento histórico el 22 de julio de 1927. Sobreviven 100 ejemplares de esta colección, de los cuales la mayoría se exhiben en el Museo de Planos-relieves de Los Inválidos. Otros se exponen en el Palacio de las Bellas Artes de Lille, siendo aún testigo de las ciudades y fortalezas de Francia en esta época.

En 2006 un usuario alemán de Google Maps descubrió que el ejército de la República Popular China construyó un modelo a escala de terrenos cercanos a la frontera indo-china, la llamada Maqueta en Huangyangtan. El modelo que se extiende en un rectángulo de 900 x 700 metros sería el plano en la relieve más grandes jamás ejecutado.

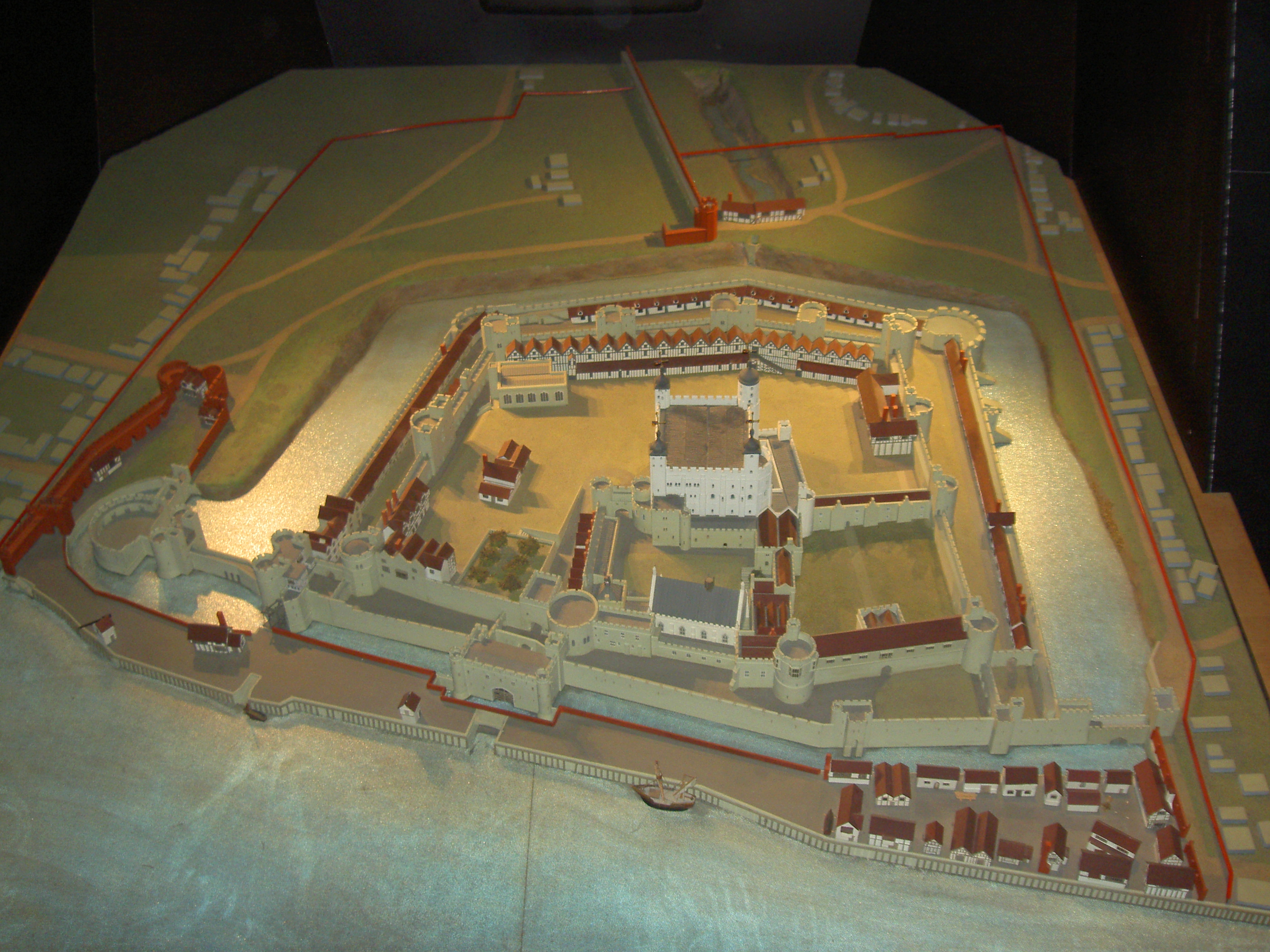
Plano-relieve de la Torre de Londres.
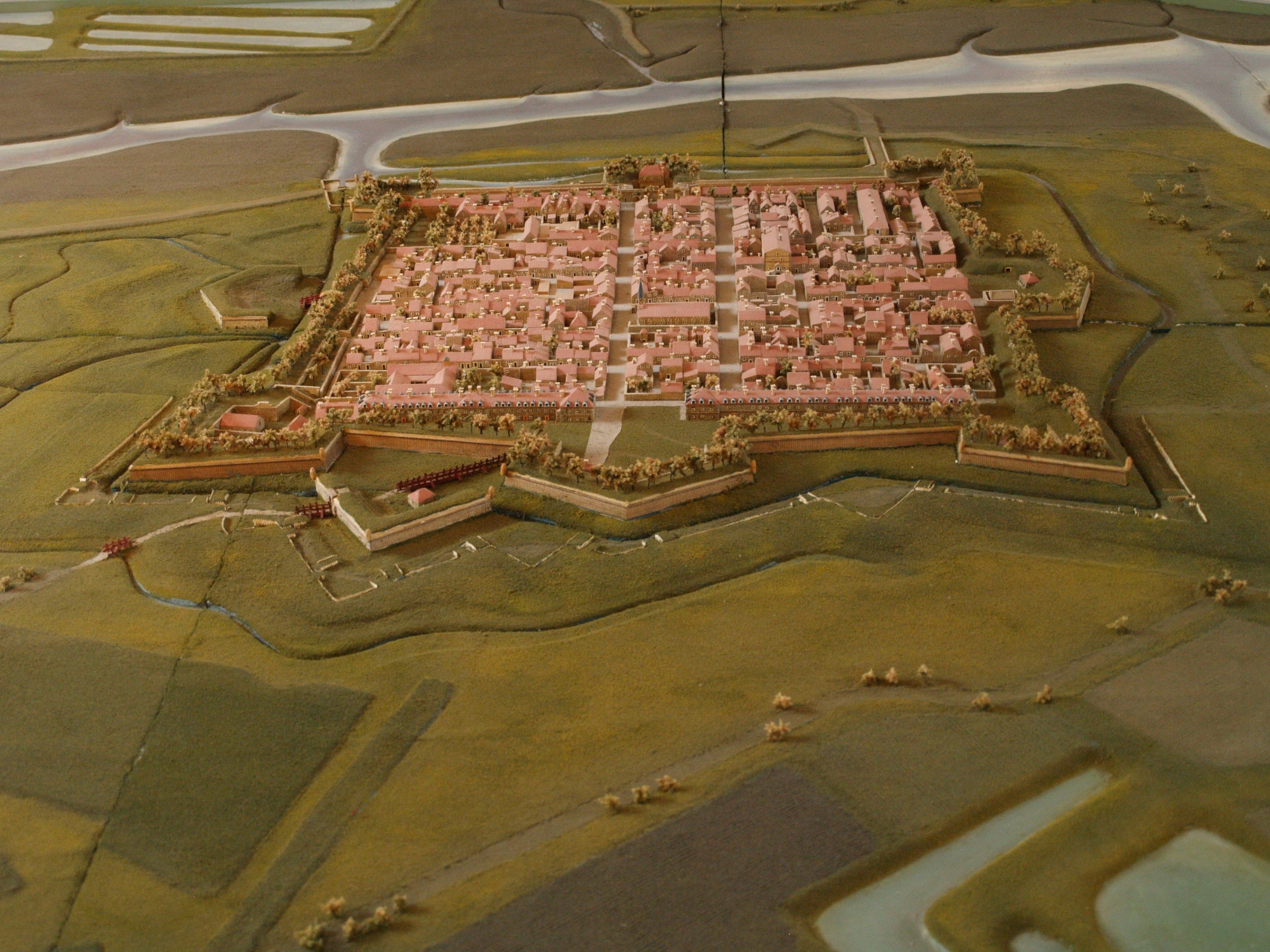
Ciudadela de Brouage - reproducción del plano-relieve del siglo XVII (exhibido en el Halle aux vivres de la ciudadela)
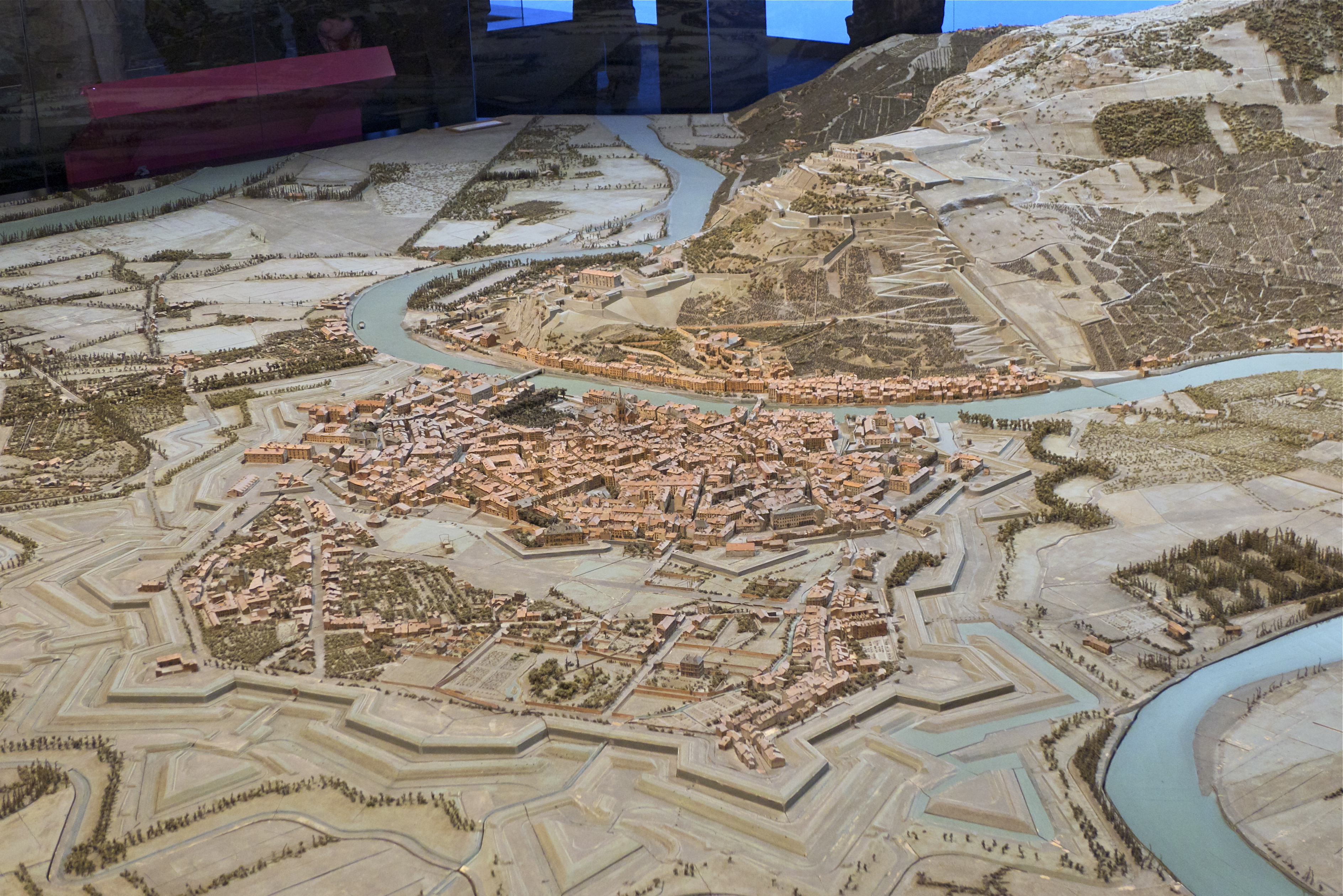
Grenoble en los Alpes (1848)

### Planos en relieve en España

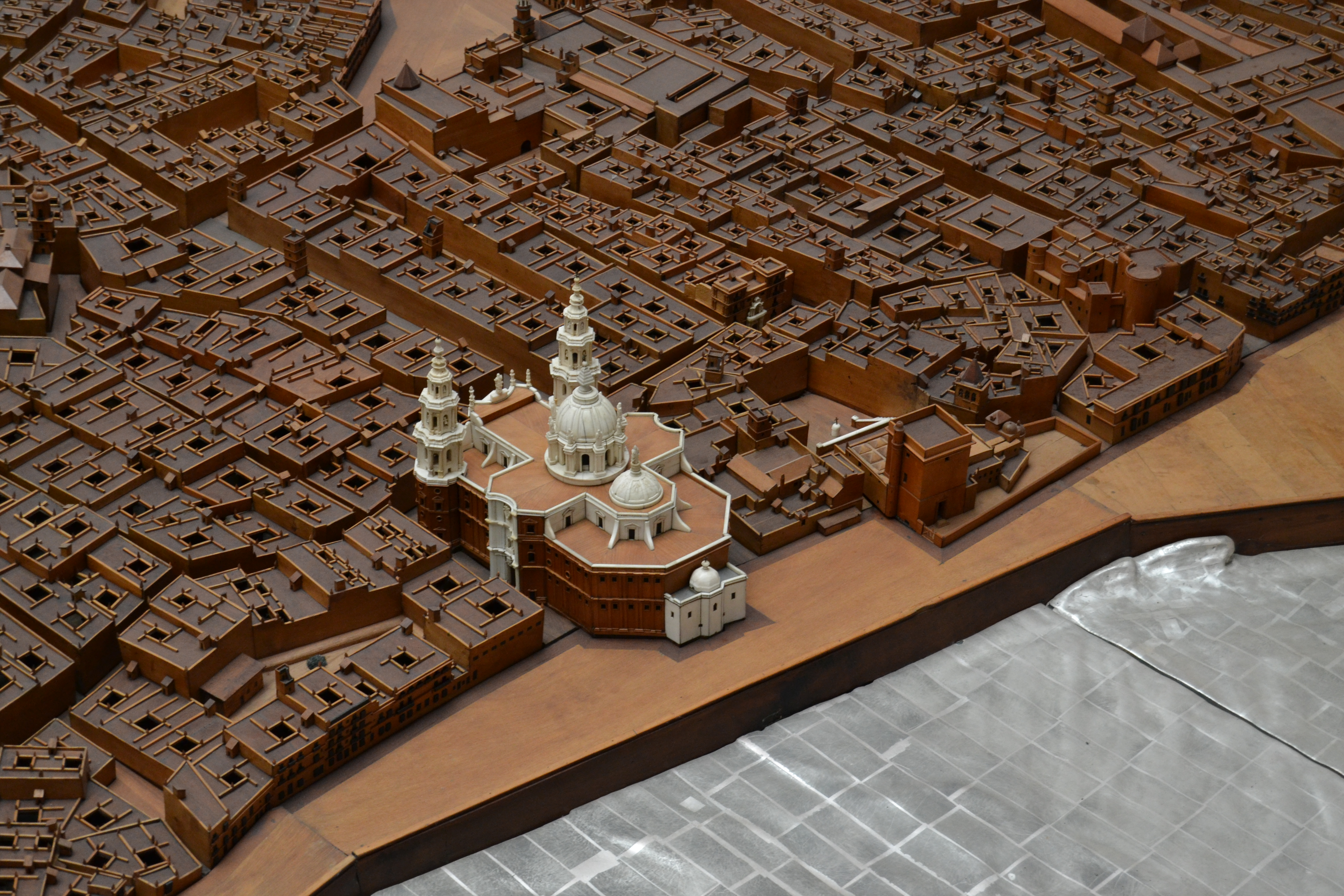
Detalle de la Catedral de Cádiz, en la maqueta de Cádiz de 1776 encargada por Carlos III.

En el siglo XVIII Carlos III encargaría a su ministro de Guerra y este a su vez al capitán de infantería Alfonso Ximénez la construcción de una maqueta en relieve de la ciudad de Cádiz. La maqueta terminada en 1776 maravilló al monarca, pero su elevado coste depuso el proyecto de seguir construyendo maquetas de otras plazas del país. Habría que esperar cinco décadas para que otro rey volviera a requerir otra maqueta. En 1830 se entregó la maqueta de Madrid, a cargo del ingeniero militar León Gil de Palacio. En la actualidad se encuentra en el museo de Madrid.
En los siglos XX y XXI algunos museos han incorporado maquetas históricas de ciudades, para dar un mejor entendimiento al visitante del urbanismo de la época. En 2005 el Museo de la Ilustración y la Modernidad de Valencia instaló un museo de la ciudad, a escala 1:500. La maqueta se basó en el plano del padre Tosca elaborado en 1704. En 2004 se encargó una maqueta de la ciudad de Barcelona para el Fórum Cultural.

## Panstereoramas
Después del éxito de la pintura panorámica, surgió un derivado del plano-relieve llamado "panstereorama", esta vez para uso popular en lugar de militar. Fue diseñado para ofrecer una aproximación a un paseo en globo sobre una ciudad determinada. Ningún modelo conocido sobrevive.